# Lijst van vliegvelden in Thailand
In deze lijst staan vliegvelden in Thailand vermeld. Thailand kent veel vliegvelden, die voornamelijk bij de provinciale hoofdsteden liggen. Vooral in het oosten en noordoosten van het land zijn veel van de luchthavens voormalige militaire basis van de Verenigde Staten die opgezet waren tijdens de Vietnamoorlog als bases voor jachtvliegtuigen en B-52-bommenwerpers. In het begin van de 21e eeuw worden bestaande vliegvelden verbeterd en/of uitgebreid ook worden er door het groeiende binnenlandse luchtverkeer nieuwe vliegvelden aangelegd.
Lijst met vliegvelden:
| LOCATIE                    | ICAO | IATA | NAAM LUCHTHAVEN                           |
| -------------------------- | ---- | ---- | ----------------------------------------- |
| Bangkok                    | VTBS | BKK  | Suvarnabhumi: geopend 28 september 2006   |
| Bangkok                    | VTBD | DMK  | Don Muang, de oude luchthaven van Bangkok |
| Buriram                    | VTUO | BFV  | Buriram Luchthaven                        |
| Chiang Mai                 | VTCC | CNX  | Internationale Luchthaven Chiang Mai      |
| Chiang Rai                 | VTCT | CEI  | Internationale Luchthaven Chiang Rai      |
| Chonburi                   | VTBS | QHI  | Sattahip Luchthaven                       |
| Hat Yai / Songkhla         | VTSS | HDY  | Internationale Luchthaven Hat Yai         |
| Hua Hin                    | VTPH | HHQ  | Luchthaven Hua Hin                        |
| Ko Samui                   | VTSM | USM  | Luchthaven Ko Samui                       |
| Khon Kaen                  | VTUK | KKC  | Khon Kaen Luchthaven                      |
| Krabi                      | VTSG | KBV  | Krabi Airport                             |
| Lampang                    | VTCL | LPT  | Lampang Luchthaven                        |
| Loei                       | VTUL | LOE  | Loei Luchthaven                           |
| Mae Hong Son               | VTCH | HGN  | Mae Hong Son Luchthaven                   |
| Mae Sot                    | VTPM | MAQ  | Mae Sot Luchthaven                        |
| Nakhon Phanom              | VTUW | KOP  | Nakhon Phanom Luchthaven                  |
| Nakhon Ratchasima (Khorat) | VTUQ | NAK  | Nakhon Ratchasima Luchthaven              |
| Nakhon Si Thammarat        | VTSF | NST  | Nakhon Si Thammarat Luchthaven            |
| Nan                        | VTCN | NNT  | Nan Luchthaven                            |
| Narathiwat                 | VTSC | NAW  | Narathiwat Luchthaven                     |
| Pai                        | VTCI | PYY  | Pai Luchthaven                            |
| Pattani                    | VTSK | PAN  | Pattani Luchthaven                        |
| Pattaya (amphoe Sattahip)  | VTBU | UTP  | Utapao                                    |
| Phitsanulok                | VTPP | PHS  | Phitsanulok Luchthaven                    |
| Phrae                      | VTCP | PRH  | Phrae Luchthaven                          |
| Phuket                     | VTSP | HKT  | Internationale Luchthaven Phuket          |
| Ranong                     | VTSR | UNN  | Ranong Luchthaven                         |
| Roi-Et                     | VTUV | ROI  | Roi-Et Luchthaven                         |
| Sakon Nakhon               | VTUI | SNO  | Sakon Nakhon Luchthaven                   |
| Songkhla                   | VTSH | SGZ  | Songkhla Luchthaven                       |
| Sukhothai                  | VTPO | THS  | Sukhothai Luchthaven                      |
| Surat Thani                | VTSB | URT  | Internationale Luchthaven Surat Thani     |
| Tak                        | VTPT | TKT  | Tak Luchthaven                            |
| Trang                      | VTST | TST  | Trang Luchthaven                          |
| Trat                       | VTBO | TDX  | Trat Luchthaven                           |
| Ubon Ratchathani           | VTUU | UBP  | Ubon Ratchathani Luchthaven               |
| Udon Thani                 | VTUD | UTH  | Udon Thani Luchthaven                     |
| Uttaradit                  | VTPU | UTR  | Uttaradit Luchthaven                      |